# Яна Радичевич
Яна Радичевич (на черногорски: Jana Radičević) е черногорска поетеса.

## Биография и творчество
Яна Радичевич е родена през 1997 г. в Подгорица, Черна гора, Съюзна република Югославия. Завършва гимназия „Слободан Шкерович“ в Подгорица. Получава бакалавърска степен по немски език и литература във Филологическия факултет на Черногорския университет в Никшич. По програмата за студентски обмен учи германистика в университетите в Марбург, Германия, и Грац, Австрия.
От 2015 г. е активен член на общността на Форума на младите писатели, чиито членове се събират в Културния информационен център „Будо Томович“ в Подгорица. Публикува стиховете си в съвместни публикации на Форума, участва в музикално-сценичните представления и четения на поезия на няколко фестивала в Черна гора и региона.
Първата ѝ книга – стихосбирката „ако кажа, може да стане истина“ (ako kažem može postati istina) – е издадена през 2019 г. от издателство „Партизанска книга“ от Сърбия.
Поезията ѝ е публикувана в множество литературни списания, стихосбирки и портали – Libartes, Enklava, Fokalizator, ARS, Ulaznica, Vesna и Script. Превеждана е на немски, английски, френски, руски, словенски и гръцки. Била е финалистка на няколко регионални литературни фестивала – 33-тия „Фестивал на младите поети" в Зайчар, 46-ите „Ратковичски вечери на поезията“ в Биело поле, както и на 22-рия поетичен конкурс „Десанка Максимович“ във Валево. Тя е най-младият носител на годишната литературна стипендия „Писател на град Грац за 2020/21 година“.
Яна Радичевич живее в Подгорица.

## Произведения

### Поезия
- ako kažem može postati istina (2019) – стихосбирка[1]